# مری پاپینز (فیلم)
مری پاپینز (به انگلیسی: Mary Poppins) یک فیلم موزیکال محصول سال ۱۹۶۴ کمپانی والت دیزنی است. به کارگردانی رابرت استیونسون و تهیه‌کنندگی والت دیزنی و با شرکت جولی اندروز و دیک ون دایک.
مری پاپینز یکی از مشهورترین فیلم‌های کودکان تاریخ سینماست. نقش آفرینی جولی اندروز در نقش مری پاپینز در سال ۱۹۶۴ اسکار بهترین بازیگر زن نقش اصلی را برای وی به ارمغان آورد و همچنین با این ایفای نقش، وی به انتخاب مجله پریمیر جزو یکصد شخصیت برتر تاریخ سینما قرار گرفت.

## داستان فیلم
آقای بنکس به دنبال پرستار جدیدی برای فرزندانش، جین و مایکل، می‌گردد و یک آگهی می‌نویسد که در آن مشخصات یک پرستار جدی قید شده‌است. جین و مایکل نیز آگهی پرستار رؤیایی خودشان را که باید فردی مهربان و دوستدار بازی با آن‌ها باشد را می‌نویسند اما پدرشان آگهی آن‌ها را پاره کرده و در شومینه می‌اندازد. تکه‌های کاغذ از فراز دودکش به پرواز درآمده و به دست مری پاپینز که در روی ابرها زندگی می‌کند می‌رسد. مری پاپینز به خانه آقای بنکس می‌رود و پرستاری بچه‌ها را می‌پذیرد. آقای بنکس به شدت درگیر کار است و دیگر وقتی برای فرزندانش ندارد. خانم بنکس هم برای احقاق حقوق زنان تلاش می‌کند. در این میان بچه‌ها با مری پاپینز و دودکش‌پاک کن همه‌فن‌حریفی به‌نام برت، دوران خوش و پرماجرایی را می‌گذارنند، شعر می‌خوانند و به دنیای نقاشی‌ها سفر می‌کنند.

## بازیگران
- جولی اندروز در نقش مری پاپینز
- دیک ون دایک در نقش برت، لوله پاکنی همه فن‌حریف و دوست مری پاپینز
- دیوید تاملینسون در نقش آقای بنکس
- گلینیس جونز در نقش خانم بنکس
- کرن دوتریس در نقش جین بنکس، دختر خانوادهٔ بنکس
- متیو گاربر در نقش مایکل بنکس، پسر خانوادهٔ بنکس
- اد وین در نقش عمو آلبرت که دوستدار خندیدن است و هرگاه که کنترل خنده‌اش را از دست دهد در هوا معلق می‌شود.
- هرماینی بادلی در نقش الن، خدمتکار خانوادهٔ بنکس
- رتا شا در نقش خانم بریل،آشپز خانواده بنکس
- رجینالد اوئن در نقش آدمیرال بوم، همسایهٔ خانوادهٔ بنکس که هر صبح و عصر به شلیک توپ از فراز پشت‌بام خانه‌اش می‌پردازد.
- دوریس لوید در نقش «مشتری بانک» (نامش در عنوان‌بندی نیامده)
- آلن نِیپی‌یر در نقش «شکارچی»، «گزارشگر» و صداپیشهٔ «سگ شکاری» (نامش در عنوان‌بندی نیامده)

## ترانه‌ها
ریچارد ام. شرمن و رابرت بی. شرمن ترانه‌های فیلم موزیکال مری پاپینز را نوشته‌اند و جولی اندروز، دیک ون دایک، گلینیس جونز، دیوید تاملینسون، کارن داتریس، متیو گاربر و اد وین آن‌ها را در طول فیلم خوانده‌اند:
- یک قاشق شکر

(به انگلیسی: A Spoonful of Sugar) - جولی اندروز
- تعطیلی شاد

(به انگلیسی: Jolly Holiday) - دیک ون دایک و جولی اندروز
- من عاشق خندیدنم

(به انگلیسی: I Love to Laugh) - دیک ون دایک، جولی اندروز و اد وین
- چیم چیم چری

(به انگلیسی: Chim-Chim-Cheree) - دیک ون دایک
- به پرنده‌ها غذا بده (بسته‌ای دو پنی)

(به انگلیسی: Feed the Birds (Tuppence a Bag)") - جولی اندروز
- پای گذار در زمان

(به انگلیسی: Step in Time) - دیک ون دایک
- بیدار بمان

(به انگلیسی: Stay Awake) - جولی اندروز
- خواهر خواستار حق رأی زنان

(به انگلیسی: Sister Suffragette) - گلینیس جونز
- رویاهای یک مرد

(به انگلیسی: A Man Has Dreams) - دیک ون دایک و دیوید تاملینسون
- زندگی من

(به انگلیسی: The Life I Lead) - دیوید تاملینسون
- بریم بادبادک بازی

(به انگلیسی: Let's Go Fly a Kite) - گلینیس جونز و دیوید تاملینسون
- بانک امانتداران امین

(به انگلیسی: Fidelity Fiduciary Bank) - دیک ون دایک و دیوید تاملینسون
- بهترین پرستار بچه

(به انگلیسی: The Perfect Nanny) - کارن داتریس و متیو گاربر
- سوپرکالی‌فراجیلیستیک‌ئکسپیالی‌دوشز

(به انگلیسی: Supercalifragilisticexpialidocious) - جولی اندروز و دیک ون دایک

## جوایز
اسکار (۱۹۶۵)
- برندهٔ جایزه اسکار بهترین بازیگر نقش اول زن - جولی اندروز
- برندهٔ جایزه اسکار بهترین جلوه‌های ویژه دیداری - پینر النشاو، همیلتون لاسک، یوستس لیست
- برنده جایزه اسکار بهترین تدوین فیلم - کاتن واربرتون
- برنده جایزه اسکار بهترین موسیقی متن فیلم - ریچارد ام شرمن، رابرت بی. شرمن
- برنده جایزه اسکار بهترین ترانه - ریچارد ام شرمن، رابرت بی شرمن (چیم چیم چری-ی‌ی)
- نامزد جایزه اسکار بهترین کارگردانی هنری و طراحی صحنه - کارول کلارک، ویلیام اچ تانکت، امیل کیوری، هال گاوسمن
- نامزد جایزه اسکار بهترین فیلمبرداری - ادوارد کلمن
- نامزد جایزه اسکار بهترین طراحی لباس - تونی والتون
- نامزد جایزه اسکار بهترین کارگردانی - رابرت استیونسن
- نامزد جایزه اسکار بهترین موسیقی - ایروین کاستل
- نامزد جایزه اسکار بهترین فیلم - والت دیزنی، بیل والش
- نامزد جایزه اسکار بهترین صدابرداری - رابرت او. کوک
- نامزد جایزه اسکار بهترین فیلم‌نامه - بیل والش، دان دگردی

گلدن گلوب (۱۹۶۵)
- برنده جایزه گلدن گلوب بهترین بازیگر زن فیلم کمدی/موزیکال - جولی اندروز
- نامزد جایزه گلدن گلوب بهترین فیلم موزیکال/کمدی
- نامزد جایزه گلدن گلوب بهترین بازیگر مرد فیلم کمدی/موزیکال - دیک ون دایک
- نامزد جایزه گلدن گلوب بهترین موسیقی متن - ریچارد ام شرمن، رابرت بی شرمن

سایر
- ۱۹۶۵ - برنده جایزه ادی تدوینگران سینمای آمریکا برای بهترین تدوین فیلم - کاتن واربرتون
- ۱۹۶۵ - برنده جایزه فیلم بافتا برای آینده‌دارترین نوستاره نقش اول - جولی اندروز
- ۱۹۶۵ - نامزد جایزه انجمن کارگردانان آمریکا برای بهترین دستاورد کارگردانی فیلم - رابرت استیونسن
- ۱۹۶۵ - برنده جایزه گرمی بهترین موسیقی متن نوشته شده برای فیلم یا نمایش تلویزیونی - ریچارد ام شرمن، رابرت بی شرمن
- ۱۹۶۵ - برنده جایزه انجمن فیلمنامه‌نویسان آمریکا برای بهترین فیلم‌نامه موزیکال آمریکایی - بیل والش، دان دگردی
- ۱۹۶۶ - برنده جایزه روبان آبی بهترین فیلم خارجی - رابرت استیونسن
- ۲۰۰۵ - برنده جایزه سیرای منتقدان فیلم لاس وگاس برای بهترین دی‌وی‌دی به مناسبت چهلمین سالگرد ساخته شدن فیلم